# Krystyna Borucińska
Krystyna Borucińska-Żarnecka (* 1946) ist eine polnische Pianistin und Musikpädagogin.
Borucińska studierte an der Musikakademie Warschau Klavier bei Jan Wobożil, Irena Kirjacka und Jerzy Lefeld sowie Kammermusik bei Zofia Vogtman und  Kazimierz Wiłkomirski und hatte dort eine Professur für Kammermusik inne. Sie trat als Mitglied des Klaviertrios Trio Warszawskie und im Duo mit Musikern wie Roman Jabłoński, Krzysztof Jakowicz, Andrzej Hiolski, Pierre Amoyal, Anna Karasińska und Olga Pasiecznik auf, gab Konzerte in fast allen europäischen Ländern, den USA, Kanada, Mexiko und Kuba und nahm an zahlreichen Festivals für Kammermusik und Neue Musik (u. a. Warschauer Herbst) teil. Unter anderem spielte sie Uraufführungen von Kompositionen Witold Lutosławskis, Marta Ptaszyńskas und Piotr Moss’.
Ihre besondere Aufmerksamkeit galt der Realisation von Aufnahmen, so machte sie mehrere Dutzend Stunden Archivaufnahmen für den Polnischen Rundfunk und die BBC und mit dem Geiger Krzysztof Jakowicz eine monographische Aufnahme von Werken Karol Szymanowskis. 2006 veröffentlichte sie das Buch Gra a vista jako nieodzowny element wykształcenia muzyka über die Bedeutung des Prima-vista-Spiels für die Musikausbildung.